# Fyra nyanser av brunt
Fyra nyanser av brunt är en svensk film med Killinggänget från 2004. Filmen gjordes även om till en TV-serie i fyra avsnitt som sändes i SVT våren 2005. Robert Gustafsson fick en Guldbagge för bästa manliga huvudroll år 2004 för sina dubbla roller i filmen. Filmen belönades sammanlagt med fyra guldbaggar, och de övriga kategorierna som belönades var för bästa regi (Tomas Alfredson), för bästa kvinnliga huvudroll (Maria Kulle) och för bästa manliga biroll (Ulf Brunnberg).

## Handling
Filmen växlar mellan fyra separata historier. I TV-serien bildar de olika historierna fristående avsnitt med titlarna Landins, En dålig idé, Min sista vilja respektive Pappas lilla tjockis.
Den första historien utspelar sig i ett villaområde i Bjärred i Skåne. Christer Landin (Robert Gustafsson) ska försöka "stimulera" sin skoltrötte son Morgan (Karl Linnertorp) genom att visa honom sin arbetsplats, ett smådjurskrematorium. Där orsakar Morgan av misstag en olycka som gör Christer svårt brännskadad i ansiktet. Förhållandet mellan Christer och hans fru Anna (Maria Kulle) sätts på hårda prov av detta.
Den andra historien handlar om ett kringresande magikerpar i övre medelåldern, Jan-Erik (Iwar Wiklander) och Smulan (Karin Ekström). Smulan hittar en ny "vän", Perikles (Finn Nielsen), som reser med dem till Jan-Eriks tystlåtna förtrytelse. De besöker parets son Richard (Henrik Schyffert) och hans fru Tove (Anna Björk), som driver ett hotell vid havet. Perikles ger det unga paret en trästatyett av Hadar Cars, vilken visar sig utlösa starka krafter.
Den tredje historien utspelar sig i Dalarna, där en äldre, märklig travtränare just har dött. Han har i detalj specificerat hur hans begravning ska gå till. De tre sönerna kommer hem och tar motsträvigt itu med detta. Den dödes unga sambo Johanna (Elisabet Carlsson) har tidigare haft en relation med hans son Tony (Jonas Inde).
Den fjärde historien äger rum i Göteborg och skildrar några sammankomster i vad som skulle ha varit en matlagningskurs men har utvecklat sig till ett slags gruppterapi under ledning av Helen (Anna Ulrika Ericsson). Övriga deltagare är den excentriske Ernst (Johan Rheborg), Johan (Robert Gustafsson), Jenny (Sofia Helin) samt Olle (Ulf Brunnberg).

## Om filmen
Fyra nyanser av brunt är regisserad av Tomas Alfredson.
Filmen belönades med fyra guldbaggar, i kategorierna bästa regi (Tomas Alfredson), bästa kvinnliga huvudroll (Maria Kulle), bästa manliga huvudroll (Robert Gustafsson) och bästa manliga biroll (Ulf Brunnberg).
Den innehåller musik av Ture Rangström (ur Symfoni nr 1: August Strindberg in memoriam samt Vårhymn) och Hugo Alfvén (Elegi) och ”Hva gør vi nu, lille du" av Gasolin'. Under eftertexterna spelas låten Sorgliga sånger med Johan Rothstein från albumet Sorgliga sånger.

## Rollista (i urval)
- Robert Gustafsson – Christer Landin i första historien, Johan i fjärde historien
- Jonas Inde – Ray i första historien, Tony Lindberg i tredje historien
- Johan Rheborg – Kjell Levrén i första historien, Ernst i fjärde historien
- Maria Kulle – Anna Landin
- Karl Linnertorp – Morgan Landin

- Henrik Schyffert – Richard Brunn
- Anna Björk – Tove Brunn
- Iwar Wiklander – Jan-Erik Brunn ("Kim")
- Karin Ekström – Smulan Brunn ("Kelly")
- Finn Nielsen – Perikles
- Fyr Thorwald – Keskinen

- Elisabet Carlsson – Johanna
- Peter Carlsson – Sören H. Lindberg (röst)

- Anna Ulrika Ericsson – Helen
- Ulf Brunnberg – Olle
- Sofia Helin – Jenny